# Dvärgsovarpungmus
Dvärgsovarpungmus (Cercartetus nanus) är ett däggdjur i familjen dvärgpungsovare som förekommer i sydöstra Australien och på Tasmanien. Arten livnär sig av pollen och nektar samt av frukter och insekter. Liksom andra medlemmar av samma familj går den i ide vid kalla årstider. Djuret är inte hotad i beståndet men vissa individer dödas av skogsbränder. Dvärgsovarpungmusen hittades 1802 av en fransk expedition till Söderhavet och beskrevs 1818 vetenskaplig av Anselme Gaëtan Desmarest. Först antogs att djuret tillhör familjen rovpungdjur (Dasyuridae) eller familjen pungråttor (Didelphidae) men senare blev det klart att den tillhör en annan familj som vid artens upptäckt var okänd.

## Utbredning och habitat
Utbredningsområdet utgörs av en bred landremsa längs den australiska kustlinjen från södra Queensland till östra South Australia. Arten förekommer även på hela Tasmanien och på mindre öar i samma region. Habitatet varierar mellan regnskogar, tempererade skogar, regioner med glest fördelade träd och hedar.

## Beskrivning
Som namnet antyder är dvärgsovarpungmusen ett litet däggdjur. Den når en vikt mellan 15 och 43 gram, samt en kroppslängd mellan 75 och 100 millimeter. Därtill kommer en nästan lika lång gripsvans som bär några glest fördelade hår. Pälsen är på ovansidan ljusbrun till grå och på buken vitaktig. Djuret har stora framåtriktade öron och mörka ögon.
Dvärgsovarpungmusen är främst aktiv på natten och rör sig flitigt i träden. Tungan har en penselformig spets för att slicka pollen och nektar, främst av blommor från banksiasläktet, eukalyptussläktet och lampborstsläktet. Den äter även insekter och frukter när tillgången till blommor är begränsad. Vuxna individer lever för det mesta ensamma. De vilar i håligheter i träd eller i övergivna fågelbon. Ibland bygger de egna bon av bark. Kalla årstider tillbringar djuret ofta i ett stelt tillstånd (torpor) eller i vinterdvala. Fettreserver för perioden då djuret ligger i ide ansamlas i svansen. Djur i fångenskap har observerats tillbringa över ett år (367 dygn) i ide.
Liksom hos andra arter av släktet sovarpungmöss har honan hela livet en väl utvecklad pung (Marsupium). Vanligen förekommer sex spenar i pungen men två av dessa saknar funktion. Honor föder vanligen fyra, och ibland fem, ungar per kull. Ungarna lever cirka 6 veckor i pungen.

## Upptäcktshistoria
Den första individen av dvärgsovarpungmus som blev känd för européerna samlades av den franska naturforskaren François Péron som var medlem av Nicolas Baudins expedition till Söderhavet. Under fartygets vistelse mellan 19 och 27 februari 1802 vid Maria Island öster om Tasmanien handlade Péron med inhemska Aboriginer och fick ett litet pungdjur. Péron skrev (hämtad från en engelskspråkig översättning): 'Av klassen däggdjur såg jag bara en individ av pungmårdar (Dasyurus) som knappast var av musens storlek. I utbyte till några bagateller erhöll jag en levande individ av en vilde som höll på att döda och äta djuret'. I ett annat opublicerat manuskript som idag förvaras i Le Havre Museum i Frankrike skrev Péron dessutom att djuret 'blev överlämnad till mig av ursprungsbefolkningen; den var fortfarande levande; jag antog att det är en ny art och jag beskrev det som Didelphis muroides (alltså som en pungråtta) på grund av likheter till Linnaeus Didelphis mus'. Den individ som samlades av Péron (en ung hanne) flyttades till Frankrike och förvaras idag i Museum National d’Historie Naturelle i Paris som artens holotyp.

## Taxonomi och nomenklatur
Dvärgsovarpungmusen är typarten för släktet sovarpungmöss som i sin tur tillhör familjen dvärgpungsovare. Arten fick i början det vetenskapliga namnet Phalangista nana, där epitet "nana" kommer från det latinska ordet för dvärg. Allmänt anges som auktor Anselme Gaëtan Desmarest och som år 1818, däremot påpekas ibland att djuret var med i en tidigare redogörelse av Desmarest från 1917.
Kända synonym av Cercartetus nanus är Phalangista glirifomis (Bell, 1828) och Dromicia britta (Wood Jones, 1925). De är identiska med underarterna C. n. nanus (Desmarest, 1818) (på Tasmanien) och C. n. unicolor (Krefft, 1863) (på det australiska fastlandet).
På engelska fick dvärgsovarpungmusen omkring 18 olika namn. En kommitté tillhörande Australian Mammal Society ska fastlägga det slutgiltiga engelska namnet för arten.

## Hot
Arten hotas i viss mån av habitatförlust, ibland genom skogsbränder. Allmänt betraktas populationen som stabil och därför listas dvärgsovarpungmusen av IUCN som livskraftig (least concern). Situationen varierar lite mellan de olika delstaterna. I New South Wales listades arten 1995 enligt Threatened Species Conservation Act som sårbar, i South Australia klassades arten likaså sårbar enligt lista 8 av delstatens National Parks and Wildlife Act 1972. I Victoria förtecknas arten inte i Flora and Fauna Guarantee Act 1988 som listar hotade arter. I Queensland är dvärgsovarpungmusen sällsynt men den listas trots allt som vanligt förekommande i delstatens Nature Conservation (Wildlife) Regulation 1994. Även i Tasmaniens Nature Conservation Act 2002 betraktas arten som vanlig och trygg.

## Fossil
Fossila ben eller andra nästan förstenade kvarlevor av dvärgsovarpungmusen är kända från senare pleistocen till nutid, främst från grottor i sydöstra Australien. Dvärgsovarpungmusen och andra små pungdjur faller ofta offer för ugglor eller pungmårdar som lämnar sina spybollar eller sin avföring i grottor. Där hölls lämningarna i särskilt gott skick. För dvärgsovarpungmusen är omkring 50 olika fyndplatser kända.

## Naturliga fiender och parasiter
Pungdjuret jagas av flera olika predatorer som tornuggla (Tyto alba), Tyto novaehollandiae, Tyto tenebricosa, Ninox connivens, en pungspetsekorre (Antechinus stuartii), en pungmård (Dasyurus maculatus), tasmansk djävul (Sarcophilus harrisii), dingo (Canis lupus dingo), hund (Canis lupus familiaris), rödräv (Vulpes vulpes) och katt (Felis catus). Den dödas även av ormar som Hoplocephalus stephensii och Tropidechis carinatus.
Dvärgsovarpungmusen plågas även av ett flertal parasiter. Till dessa räknas loppor som Acanthopsylla rothschildi, A. scintilla, Choristopsylla thomasi, och Ch. ochi; kvalster som Guntheria newmani, G. shieldsi, Ornithonyssus bacoti (vanligen en parasit av tamråttan), och Stomatodex cercarteti (artens holotyp hittades på en dvärgsovarpungmus); två rundmaskar Tetrabothriostrongylus mackerrasae och Paraustrostrongylus gymnobelideus; och den vanligaste pungdjursfästing Ixodes tasmani. Det registrerades även en plattmask Geoplana sp., men det var kanske en oavsiktlig infektion.